# Uta (Italië)
Uta is een gemeente in de Italiaanse provincie Cagliari (regio Sardinië) en telt 6915 inwoners (31-12-2004). De oppervlakte bedraagt 134,4 km², de bevolkingsdichtheid is 51 inwoners per km².

## Demografie
Uta telt ongeveer 2283 huishoudens. Het aantal inwoners steeg in de periode 1991-2001 met 5,9% volgens cijfers uit de tienjaarlijkse volkstellingen van ISTAT.
| Jaar | Inwoneraantal |
| ---- | ------------- |
| 1991 | 6317          |
| 2001 | 6692          |

## Geografie
De gemeente ligt op ongeveer 6 m boven zeeniveau.
Uta grenst aan de volgende gemeenten: Assemini, Capoterra, Decimomannu, Siliqua, Villaspeciosa.

## Externe link

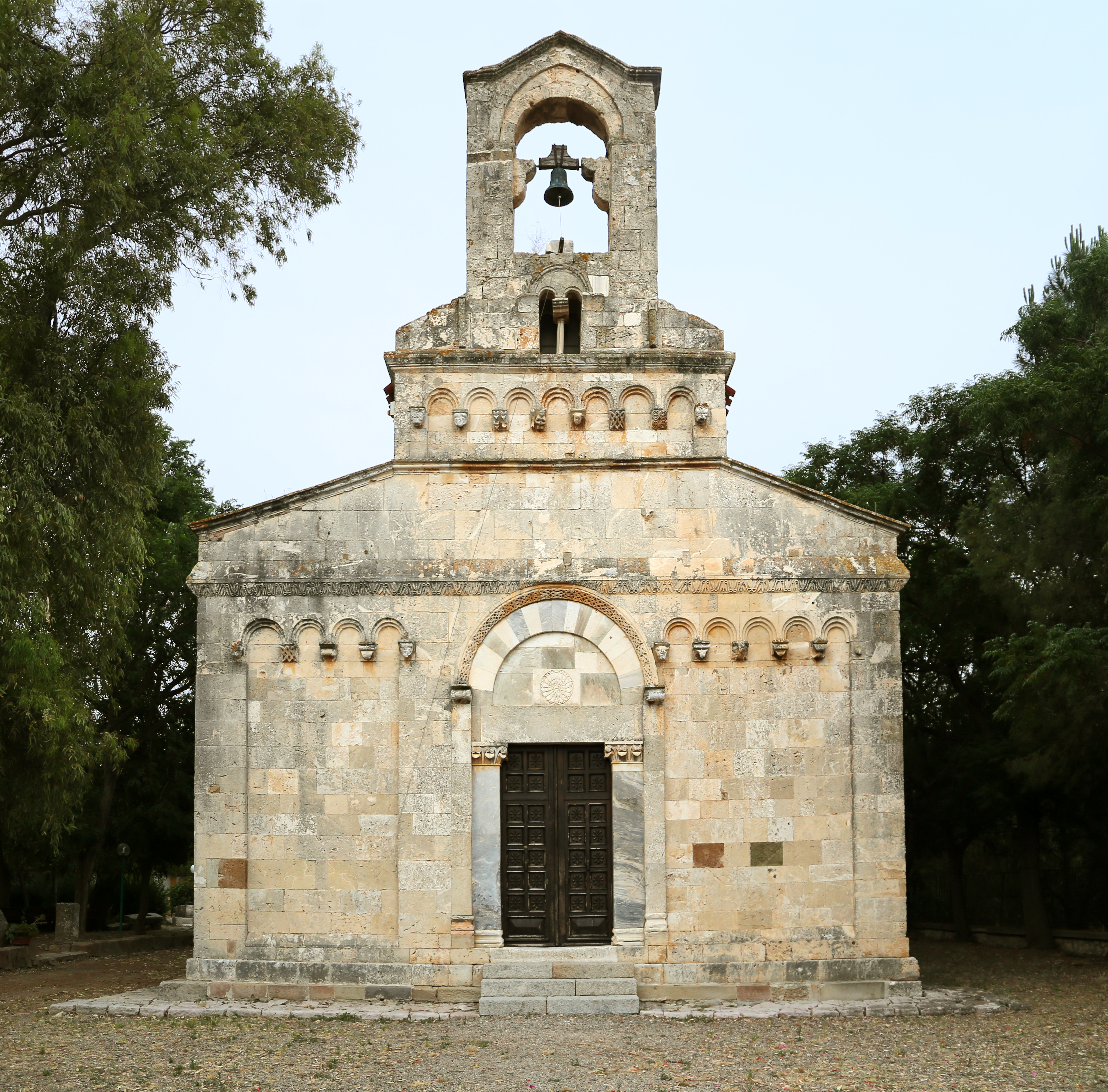